# Hypothèse du chasseur et de l'agriculteur
 (août 2024).
La mise en forme du texte ne suit pas les recommandations de Wikipédia : il faut le « wikifier ».
Les points d'amélioration suivants sont les cas les plus fréquents. Le détail des points à revoir est peut-être précisé sur la page de discussion.
- Les titres sont pré-formatés par le logiciel. Ils ne sont ni en capitales, ni en gras.
- Le texte ne doit pas être écrit en capitales (les noms de famille non plus), ni en gras, ni en italique, ni en « petit »…
- Le gras n'est utilisé que pour surligner le titre de l'article dans l'introduction, une seule fois.
- L'italique est rarement utilisé : mots en langue étrangère, titres d'œuvres, noms de bateaux, etc.
- Les citations ne sont pas en italique mais en corps de texte normal. Elles sont entourées par des guillemets français : « et ».
- Les listes à puces sont à éviter, des paragraphes rédigés étant largement préférés. Les tableaux sont à réserver à la présentation de données structurées (résultats, etc.).
- Les appels de note de bas de page (petits chiffres en exposant, introduits par l'outil «  Source ») sont à placer entre la fin de phrase et le point final[comme ça].
- Les liens internes (vers d'autres articles de Wikipédia) sont à choisir avec parcimonie. Créez des liens vers des articles approfondissant le sujet. Les termes génériques sans rapport avec le sujet sont à éviter, ainsi que les répétitions de liens vers un même terme.
- Les liens externes sont à placer uniquement dans une section « Liens externes », à la fin de l'article. Ces liens sont à choisir avec parcimonie suivant les règles définies. Si un lien sert de source à l'article, son insertion dans le texte est à faire par les notes de bas de page.
- La présentation des références doit suivre les conventions bibliographiques. Il est recommandé d'utiliser les modèles {{Ouvrage}}, {{Chapitre}}, {{Article}}, {{Lien web}} et/ou {{Bibliographie}}. Le mode d'édition visuel peut mettre en forme automatiquement les références.
- Insérer une infobox (cadre d'informations à droite) n'est pas obligatoire pour parachever la mise en page.

Pour une aide détaillée, merci de consulter Aide:Wikification.
Si vous pensez que ces points ont été résolus, vous pouvez retirer ce bandeau et améliorer la mise en forme d'un autre article.
L’hypothèse du chasseur et de l'agriculteur est une explication proposée sur la nature du trouble déficitaire de l’attention avec hyperactivité (TDAH). Elle a été suggérée pour la première fois par l'animateur de radio Thom Hartmann dans son livre Attention Deficit Disorder: A Different Perception.
Cette hypothèse souligne que les êtres humains ont passé la majeure partie de leur histoire évolutive dans des sociétés de chasseurs-cueilleurs, et soutient que le TDAH représente un manque d’adaptation aux sociétés agricoles. Hartmann a d'abord développé cette idée comme modèle mental après que son propre fils ait été diagnostiqué avec un TDAH, déclarant que « ce n'est pas une science exacte et cela n'a jamais eu vocation à l'être. »
L’hypothèse tente d'expliquer l'aspect « hyperfocus » du TDAH, sa tendance à la distractibilité, sa capacité d'attention limitée pour les sujets qui ne l'intéresse pas (ce qui peut ou non déclencher l'hyperfocus), et diverses autres caractéristiques liées au TDAH (telles que l'hyperactivité et l'impulsivité).
Un élément clé de l’hypothèse est que l’aspect « hyperfocus » associé au TDAH pourrait constituer un avantage dans certaines circonstances appropriées et que, dans les cultures de chasseurs-cueilleurs qui ont précédé les sociétés agricoles, les chasseurs avaient davantage besoin de cet hyperfocus que les cueilleurs.

## Hypothèses avancées
L’hypothèse du chasseur et de l'agriculteur suggère que la fréquence élevée de TDAH dans les contextes contemporains « représente des stratégies comportementales autrefois adaptatives, mais devenues inappropriées dans des environnements modernes, tels que les salles de classe formelles. » Par exemple, dans les sociétés de chasseurs-cueilleurs, certains individus naturellement prédisposés à des variations spécifiques de ce gène pouvaient jouer un rôle particulier au sein de leurs groupes sociaux. Cependant, il a été soutenu que le manque d'« hyperfocus » ne devrait pas être la seule dichotomie considérée dans l’hypothèse de Hartmann entre les agriculteurs et les chasseurs-cueilleurs[réf. nécessaire].
Hartmann affirme que la plupart, voire la totalité des humains, étaient des chasseurs-cueilleurs nomades pendant des centaines de milliers d'années, mais que cette norme a progressivement changé à mesure que l'agriculture s'est développée dans la plupart des sociétés, entraînant un nombre croissant de personnes à travers le monde à devenir agriculteurs. Au fil du temps, la plupart des humains se sont adaptés au mode de vie agricole, mais Hartmann émet l’hypothèse que les personnes atteintes de TDAH ont conservé certaines des caractéristiques des anciens chasseurs.

## Base scientifique

### Hyperfocus
Bien que Hartmann ait souligné que son modèle proposé n’est pas basé sur des données scientifiques rigoureuses, plusieurs chercheurs ont néanmoins utilisé cette hypothèse comme modèle de travail pour expliquer l’origine du TDAH. Plus précisément, ces experts ont affirmé que l’hyperfocalisation est un trait comportemental devenu anachronique et inadapté. Ils notent que l'hyperconcentration était avantageuse pour les personnes vivant dans des sociétés de chasseurs, car elle conférait de bonnes compétences de chasse et une réponse rapide aux prédateurs, mais qu'elle n'est pas adaptée à la vie moderne dans une société industrielle.
Glickman et Dodd (1998) ont constaté que les adultes ayant déclaré avoir un TDAH obtenaient de meilleurs résultats que les autres adultes en ce qui concerne leur capacité à se concentrer intensément sur des « tâches urgentes », telles que des projets ou préparatifs de dernière minute. Les adultes du groupe TDAH étaient particulièrement capables de reporter les repas, le sommeil et d'autres besoins personnels restant absorbés par la « tâche urgente » pendant une période prolongée.

### Sélection génétique positive/négative
Les variantes génétiques (telles que l'allèle DRD4 7R, ainsi que d'autres sur les gènes DRD4 et DRD2) associés au TDAH sont très fréquentes, ce qui suggère que ce trait a pu offrir un avantage sélectif dans le passé. Cependant, « il est peu probable que le biais observé en faveur des changements d'acides aminés non synonymes ait été obtenu uniquement par une sélection positive favorisant l'allèle DRD4 7R, car ce biais peut être trouvé non seulement dans les motifs VNTR de l'allèle DRD4 7R, mais aussi dans ceux des autres allèles », selon des recherches plus récentes—l'allèle DRD4 7R ne montre aucune preuve de sélection positive récente. De plus, une étude récente de 2020 a révélé que la fréquence des allèles liés au TDAH diminue depuis environ 35 000 ans, ce qui indique une sélection négative. Ces conclusions restent toutefois compatibles avec l’hypothèse : « Dans l’ensemble, nos résultats sont compatibles avec la théorie de l'inadéquation pour le TDAH, mais suggèrent une période beaucoup plus ancienne pour l’évolution des allèles associés au TDAH par rapport aux hypothèses précédentes. ».

### Fréquence du TDAH dans les tribus nomades
Un article de 2008 du New Scientist écrit par Ewan Callaway indique que la recherche sur le TDAH et les traits qui y sont associés dans différentes cultures apporte un certain soutien à l'hypothèse du chasseur et de l'agriculteur. Selon l’anthropologue évolutionniste Ben Campbell de l’université du Wisconsin à Milwaukee, des études sur les Ariaal, un groupe nomade isolé au Kenya, suggèrent que l’hyperactivité et l’impulsivité – certains traits clés du TDAH – présentent des avantages pour les peuples nomades. De plus, les Ariaal nomades présentent des taux élevés de la mutation génétique liée au TDAH, tandis que les populations Ariaal plus sédentaires présentent des taux plus faibles de cette mutation. Henry Harpending, de l'université de l'Utah, rapporte qu'avec cette mutation génétique, « vous réussissez probablement mieux dans un contexte de compétition agressive ».
Une variante génétique associée au TDAH a été trouvée à une fréquence plus élevée dans les populations plus nomades et celles ayant un historique migratoire plus important. Conformément à cela, l'état de santé des hommes nomades Ariaal était meilleur s'ils avaient la variante génétique associée au TDAH (allèles 7R), tandis que chez les Ariaal récemment sédentarisés (non nomades), ceux porteurs de l'allèle 7R semblaient avoir une santé légèrement moins bonne.

## Sources
- Hartmann, Thom, Attention Deficit Disorder: A Different Perception

## Lectures complémentaires
- Hartmann, Thom « Attention Deficit Disorder, A Different Perception" subtitled "A Hunter in a Farmers World ».
- Dein, S. (2015) « Hunters in a Farmer's World: ADHD and Hunter Gatherers » Anthropologie 3:1.